# Descarregador miner
El Descarregador miner és una obra del municipi d'Ogassa (Ripollès) inclosa en l'Inventari del Patrimoni Arquitectònic de Catalunya.

## Descripció
Es tracta d'un cos rectangular, fet amb murs de pedra, que per un cantó roman adossat al pendent natural del terreny (arribava), i és per on arriba el transportador aeri del mineral, allà abocava dintre dels sitges de magatzematge. A l'alçada del camí disposa d'unes boques per carregar els carros. La coberta a dos aigües és formada per encavallades de fusta enlairades per permetre la ventilació i Il·luminació interior. La teulada és de teula ceràmica plana.

## Història
Aquest edifici servia per magatzematge del mineral procedent de les mines en brut, posteriorment es carregava en carro per les boques del descarregador disposades a ran del camí i es transportava per ésser rentat i després convertit en pa de carbó.